# Црква Покрова Пресвете Богородице у Петроварадину
Храм Покрова Пресвете Богородице у Петроварадину је православни храм у Петроварадину, који припада Српској православној епархији сремској, а посвећен је празнику Покрова Пресвете Богородице. Храм је првобитно био старокатолички, са посветом светом Антуну Падованском.

## Историја
Храм је настао адаптациом старијег објекта трговинске намене, који се налазио у државном власништву. На молбу петроварадинских старокатолика, који нису имали своју богомољу, градска управа је 30. новембра 1937. године донела одлуку да се поменути трговински објекат уступи на коришћење тадашњем Дунавском старокатоличком викаријату, који је почевши од 1933. године био надлежан за старокатолике на подручју Дунавске бановине. Након адаптације објекта, који је преуређен у старокатолички храм, извршено је свечано посвећење, које је 26. јуна 1938. године обавио старокатолички бискуп Марко Калођера.
Након окупације Југославије у Другом светском рату (1941), читав Срем је заједно са Петроварадином потпао под власт Независне Државе Хрватске, која је сурово прогонила Старокатоличку цркву. Нова усташка власт је већ 17. јула 1941. године раскинула ранији уговор из 1937. године о уступању овог објекта старокатолицима, а исти је потом предат на коришћење немачким евангелистима.
Након ослобођења (1944), објекат је поново предат на коришћење старокатоличкој заједници, која је током ратних година претрпела тешке губитке. Када је 1954. године створена посебна старокатоличка бискупија за подручје Србије са Војводином, петроварадинска старокатоличка жупа се заједно са својим храмом нашла у њеном саставу. На челу ове бискупије је био Милан Добровољац, први старокатолички бискуп Србије, који је уживао велики друштвени углед. Након његове смрти 1966. године, дошло је до постепеног осипања унутар ове старокатоличке заједнице.
Током времена, део верника је почео да се залаже за трансформацију ове верске заједнице и њено приближавање западним варијантама православља (православље по западним обредима), те је тако почетком осамдесетих година уместо дотадашње старокатоличке бискупије у Србији створена Старокатоличко-западноправославна црква, коју је предводио архиепископ Јован (Иван Дивљаков). Након његове смрти (1993), на чело те верске заједнице је дошао архимандрит Серафим (Бранислав Жорж), у чијој се надлежности нашла и старокатоличко-западноправославна жупа у Петроварадину. Након доношења новог Закона о црквама и верским заједницама (2006), који је од стране поменутог архимандрита Серафима био критикован као рестриктиван, дошло је до покушја регистрације ове верске заједнице, али у томе се није успело.
У међувремену, појавиле су се нове поделе, а потом и спорови, између присталица старокатоличког и западноправославног усмерења. Покушај обнове ранијих веза са Утрехтском унијом старокатоличких цркава, посредством једног од њених огранака (Хрватска старокатоличка црква), није довео до коначног разрешења (2002). Услед све израженијег осипања заједнице, дошло је до постепеног замирања верског живота у петровараднској жупи, што се одразило и на стање храма, који је био препуштен зубу времена. Део верника западноправославног усмерења се у међувремену прикључио канонском православљу, тако да је спремност за преузимање бриге о храму изразила Српска православна црква. Пошто званична Старокатоличка црква, оличена у заједници старокатоличких цркава Утрехтске уније, није имала своју организацију на подручју Србије, представници СПЦ су се 2004. године обратили Старокатоличкој цркви у Аустрији, која је у оквиру Утрехтеске уније сматрана надлежном за целокупно подручје бивше Југославије. Тим поводом је предложено склапање споразума о заједничком коришћењу храма.
Након 2007. године, западноправославни архимандрит Серафим (Бранислав Жорж) је као последњи старешина петроварадинске жупе обновио ранију замисао о укључивању у оквире канонског православља, што је потом и остварено, под духовним покровитељством српског православног манастира Чокешине, чијем је братству поверио и старање над западноправославном жупом у Петроварадину. Завештање Бранислава Жоржа, који је умро 2009. године, реализовано је путем накнадног споразума између манастира Чокешине и Српске православне епархије сремске. Радови на санацији храма су започети у пролеће 2015. године, према упутствима новосадског градског Завода за заштиту споменика културе. По завршетку основних радова, храм је у јесен исте године освештан од стране сремског епископа Василија.
Иако је СПЦ изградила блиске односе са званичним Старокатоличким црквама које припадају Утрехтској унији, управа над петроварадинским храмом је у међувремену постала предмет спора, пошто је претензије над поменутим храмом и другим бившим објектима и добрима старокатоличке цркве почела да истиче друга организација, која се назива: "Православно-старокатолички генерални викаријат Св. Метода". Иако та организација нема никакве везе са званичним Старокатоличким црквама које припадају Утрехтској унији, њени представници су у више наврата иступали са захтевима за преузимањем старокатоличке баштине у Србији, што је довело до реакције Синодалног вијећа Старокатоличке цркве у Хрватској.        У овом храму се поред других светиња налази икона Мајке Божије Млекопитатељнице и део моштију светих мученика Хозевитских.